# Nanterre
Nanterre er en fransk kommune vest for Paris, Frankrig. Den fungerer også som præfektur (hovedby) for departementet Hauts-de-Seine regionen Île-de-France. Kommunen ligger omkring 3 kilometer fra Paris.